# Goingマセキway
『goingマセキway』（ゴーイングマセキウェイ）は、インターネットテレビ「GyaO」の中のバラエティーチャンネル内にあるGyaOジョッキーで放送されているバラエティ番組。木曜日22時-23時放送。マセキ芸能社の芸人が担当する。2009年8月いっぱいで番組は終了した。

## 番組リスト

### やまもとまさみのビッショリ60分
前番組の開始時に勝手に半年と言っていたため、番組をリニューアルすることになった。本人は、ビッショリさせられるような60分にしたいと前番組内で話していた。
- 出演者 : やまもとまさみ・内藤英一（放送作家）

コーナー
ビッショロクダービー
チャッターに二択の質問をし、その答えを募集したうえで出演者の判断でパサパサゾ〜ンをスタートに、ヌレヌレゾ〜ン・ピクピクゾ〜ン・イクイクゾ〜ンを通過して先にビッショリゾ〜ンに到達したほうが勝ちというコーナー。
| 第○回  | 放送日       | コーナーの質問                                                                              | 結果                             |
| ------ | ------------ | ------------------------------------------------------------------------------------------- | -------------------------------- |
| 第1回  | 2009年5月7日 | 生まれ変わるなら、男・女どっち?                                                             | 男                               |
| 第1回  | 2009年5月7日 | 羨ましいのは、太くて短いオティンティンと細くて長いオティンティンどっち?                     | 太くて短いオティンティン         |
| 第2回  | 2009年6月4日 | ギャルと熟女一晩ともにするならどっち?                                                       | 熟女                             |
| 第2回  | 2009年6月4日 | 顔が柳葉敏郎だけど、声が新垣結衣か顔が新垣結衣だけど、声が柳葉敏郎一晩ともにするならどっち? | 顔が新垣結衣だけど、声が柳葉敏郎 |
| 第3回  | 2009年7月2日 | 盛り上がってノリで行くならキャバクラと風俗（ソープ）どっち?                                 | キャバクラ                       |
| 第3回  | 2009年7月2日 | 大人になったとして魅力を感じるのは、ワカメちゃんとまるこちゃんどっち?                       | ワカメちゃん                     |
| 最終回 | 2009年8月6日 | 自分でするならSとM、どっち?                                                                 | M                                |

### オレンジ感謝ん日
出演者
- 檜山豊（ホーム・チーム）
- こばやしけん太
- 青春ダーツ
- キスキスバンバン
- 勢登健雄（ツィンテル）
- 三四郎
- ルシファー吉岡
- 公園ドライブ

| 第○回  | 放送日        | コーナー                                      |
| ------ | ------------- | --------------------------------------------- |
| 第1回  | 2009年7月9日  | - 感謝んソングを作ろう - 感謝んレターを作ろう |
| 最終回 | 2009年8月13日 | - 感謝んソングを作ろう - 感謝んギャグを作ろう |

### あきげんのわらしべ
「巷にある様々な笑える物を調査してみよう!」をコンセプトに写真パネルを使ってトークをしていく。タイトルは「わらいをしらべる」から。番組恒例としてチューブ山葵を鼻孔から注入する秋山の鼻山葵が見られる。
- 出演 : あきげん（秋山良人 / 石井元気）
- ゲスト : 秋山の母（第4回）

| 第○回  | 放送日         |
| ------ | -------------- |
| 第1回  | 2008年10月16日 |
| 第2回  | 2008年11月20日 |
| 第3回  | 2008年12月18日 |
| 第4回  | 2009年1月22日  |
| 第5回  | 2009年2月26日  |
| 第6回  | 2009年3月19日  |
| 第7回  | 2009年4月16日  |
| 第8回  | 2009年5月28日  |
| 第9回  | 2009年6月18日  |
| 第10回 | 2009年7月16日  |
| 最終回 | 2009年8月20日  |

### 俺とお前とホーム・チーム
旧番組（--オフ会しようぜ）と同様に大喜利を主軸に構成されている。
- 出演 : ホーム・チーム（与座嘉秋 / 檜山豊）
- ゲスト : やまもとまさみ（第5回）

| 第○回  | 放送日         |
| ------ | -------------- |
| 第1回  | 2008年10月23日 |
| 第2回  | 2008年11月27日 |
| 第3回  | 2008年12月25日 |
| 第4回  | 2009年1月29日  |
| 第5回  | 2009年2月19日  |
| 第6回  | 2009年3月26日  |
| 第7回  | 2009年4月23日  |
| 第8回  | 2009年5月21日  |
| 第9回  | 2009年6月25日  |
| 第10回 | 2009年7月23日  |
| 最終回 | 2009年8月27日  |

### 特別編成番組
| 放送日         | 番組名                           | MC                                                           | その他出演者                                                                                 |
| -------------- | -------------------------------- | ------------------------------------------------------------ | -------------------------------------------------------------------------------------------- |
| 2008年10月30日 | 「ボンチピープル」直前スペシャル | やまもとまさみ、ホーム・チーム、北口一樹（こんらんチョップ） | 内村宏幸                                                                                     |
| 2009年4月30日  | 狩野英孝の英孝ゼミナール         | 狩野英孝                                                     | ホーム・チーム檜山豊                                                                         |
| 2009年7月30日  | goingマセキway                   | ホーム・チーム                                               | キスキスバンバン、こばやしけん太、浜口浜村、小宮浩信（三四郎）、ルシファー吉岡、公園ドライブ |

## 過去の番組

### やまもとまさみのMロード
やまもとまさみのM属性を発展させるべく究極と思われるアナルフィストを体得しようと奮闘する。フィストの実践には至らなかったが番組の総仕上げとして風俗店にてSMプレイをしに行くも運悪く新人に当たり全然SMにならなかったという結末を迎えた。番組内ではフィストになぞり「フィスもとまさみ」と呼ばれる。2008年10月2日 - 2009年4月2日までの第1木曜日に全7回放送されていた。  
- 出演 : やまもとまさみ

| 第○回 | 放送日        |
| ----- | ------------- |
| 第1回 | 2008年10月2日 |
| 第2回 | 2008年11月6日 |
| 第3回 | 2008年12月4日 |
| 第4回 | 2009年1月8日  |
| 第5回 | 2009年2月5日  |
| 第6回 | 2009年3月5日  |
| 第7回 | 2009年4月2日  |

### サーズデイ・ナイツ・フィーバー
漫才協会の理事である塙が権限を盾にマイナーなコンビを改名させようとしたり漫才をメジャーにしていこうと試行錯誤する漫才をメインにした番組。
2009年6月11日で終了。後継番組は、オレンジ感謝ん日である。
- 出演 : ナイツ（塙宣之 / 土屋伸之）
- ゲスト : Wコロン（第4回）、ジョイマン（第6回）

| 第○回  | 放送日         |
| ------ | -------------- |
| 第1回  | 2008年10月9日  |
| 第2回  | 2008年11月13日 |
| 第3回  | 2008年12月11日 |
| 第4回  | 2009年1月15日  |
| 第5回  | 2009年2月12日  |
| 第6回  | 2009年3月12日  |
| 第7回  | 2009年4月9日   |
| 第8回  | 2009年5月14日  |
| 最終回 | 2009年6月12日  |